# Strozzapreti

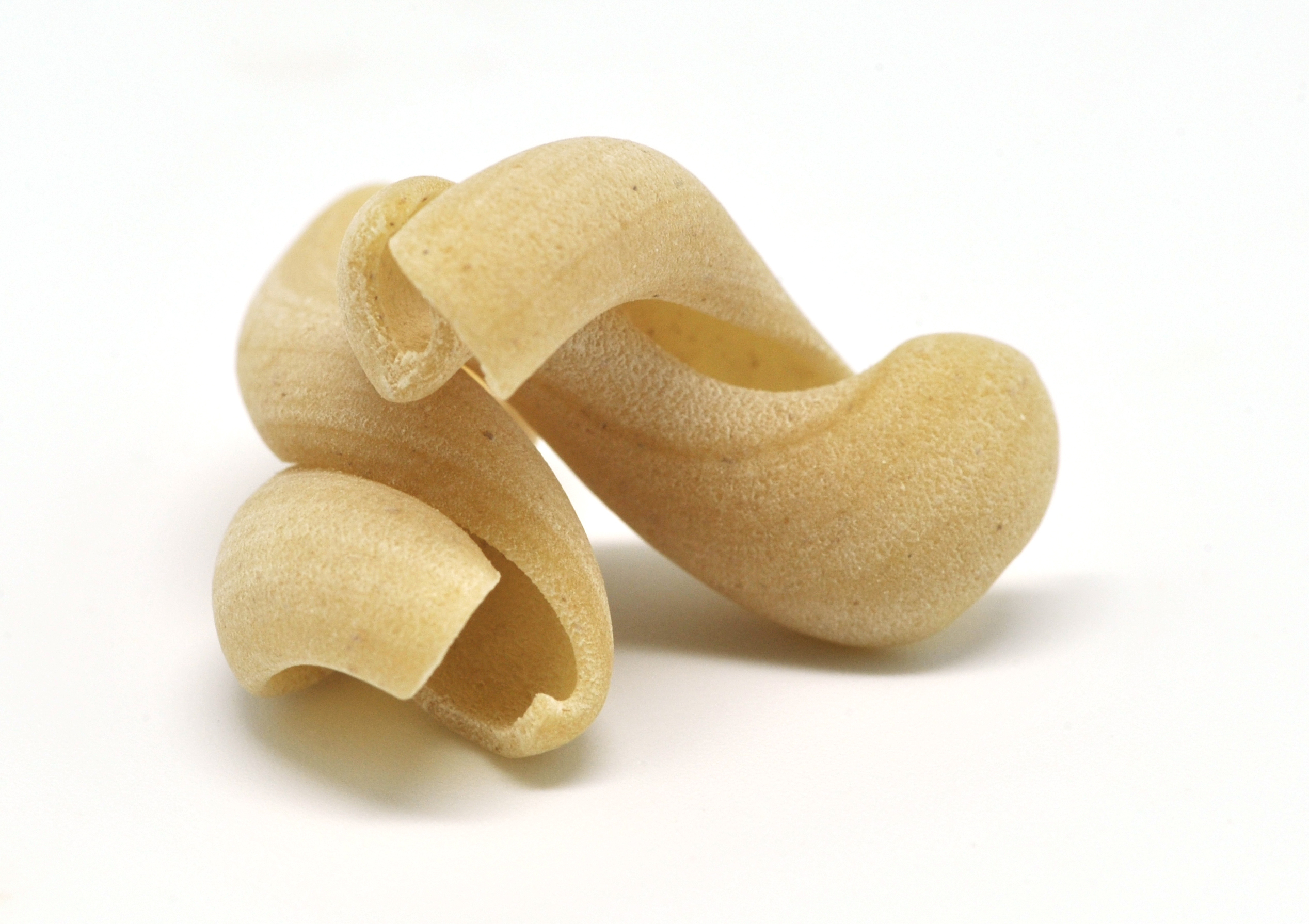
Strozzapreti crudos.

Los strozzapreti (‘asfixiacuras’ en italiano) son una variante típicamente alargada de cavatelli, o pasta enrollada a mano. En Emilia-Romaña, la Toscana y Umbría el nombre se aplica a un dumpling de queso y verdura al horno. En la isla de Córcega se denominan sturzapreti y se también se consumen. 

## Origen del nombre
Hay varias leyendas que explican el nombre de este plato.
Una es que los sacerdotes glotones quedaban tan cautivados por la sabrosa pasta que la comían demasiado rápido y se asfixiaban, a veces hasta la muerte. Otra explicación implica a la azdora (‘ama de casa’ en dialecto romaño), que ‘estrangula’ las tiras de masa para elaborar los strozzapreti: «¡en ese momento concreto puede suponerse que la azdora expresaría tal rabia (quizá debido a la miseria y dificultades de su vida) que sería capaz de estrangular a un cura!» Otra leyenda cuenta que las mujeres tenían por costumbre hacer la pasta para los clérigos como parte del pago de la renta de sus tierras (en Romaña, la Iglesia Católica tenía extensas tierras en propiedad arrendadas a los campesinos), y sus maridos se enfadaban tanta porque los corruptos curas comieran la comida de sus esposas que deseaban que estos se asfixiaran cuando se llenasen la boca con ella. El nombre seguramente refleja el extendido anticlericalismo de los habitantes de Romaña y la Toscana.
Según la original versión del sr Marco, titular del restaurante Romeo en Playa del Carmen, este platillo es muy bien servido con gorgonzola. Todavía, una versión más acreditada por parte del vecino Andrea del antiguo Hotel Barrio Latino, confirma que el platillo con salsicha romana, salsa de tomate sin alteraciones y arrugola, no tiene comparaciones además de ser propio de la región de Roma, que le añade sabor.

## Descripción
La masa se estira hasta obtener gruesas láminas planas, que se corta en tiras. Las tiras se enrollan ligeramente o se retuercen entre las palmas de las manos. Estos trozos largos se cortan con los dedos en piezas de unos 10 cm. A diferencia de los espaguetis y los macarrones, esta pasta no es uniforme en tamaño ni forma.
La masa romaña tradicional se hace con harina de trigo, agua, sal y opcionalmente huevos. En Emilia se hace con harina, agua, queso parmesano y clara de huevo batidos juntos.
Los pici son otro tipo de pasta enrollada a mano de la Toscana, esta vez en tubos gruesos, sólidos y largos, en lugar de enrollarse y cortarse en trozos menores.